# Kompetenzzentrum Pflegekinder
Das Kompetenzzentrum Pflegekinder ist ein eingetragener Verein mit der Zielsetzung einer qualitativen Weiterentwicklung im Bereich der Pflegekinderhilfe und als freier Träger der Kinder- und Jugendhilfe anerkannt. Es wurde 2007 von drei freien Trägern aus Bremen, Hamburg und Berlin sowie Expertinnen aus Wissenschaft und Praxis in Berlin gegründet.

## Organisation
Im Kompetenzzentrum Pflegekinder arbeiten zwei Hauptamtliche, zwei Minijobberinnen sowie befristete Projektleitungen. Das Kompetenzzentrum Pflegekinder wird von zwei der drei Vorstände gemeinsam vertreten. Für die Bearbeitung der laufenden Geschäfte wurde vom Vorstand eine Geschäftsführung eingesetzt. Der Vorstand des Kompetenzzentrum Pflegekinder arbeitet ehrenamtlich. Die ordentlichen Mitglieder arbeiten ebenfalls ehrenamtlich und fungieren als fachliche und strategische Steuerungsgruppe im Verein. 
Das Kompetenzzentrum ist seit 2024 Mitglied im Bundesnetzwerk Vormundschaft und Pflegschaft.

## Aufgaben
Als Expertinnen aus Praxis und Wissenschaft setzt sich das Kompetenzzentrum Pflegekinder für eine qualitative Weiterentwicklung im Bereich der Pflegekinderhilfe ein. Das Kompetenzzentrum versteht sich als Service für Fachdienste, öffentlicher und freier Träger der Kinder- und Jugendhilfe, insbesondere der Pflegekinderhilfe.
Ziel der Angebote ist die Verbesserung der Entwicklungsbedingungen von Pflegekindern durch Fortbildung und Beratung von Fachkräften sowie von Institutionen, Pflegeeltern, Eltern und Geschwisterkindern. In Praxisforschungsprojekten finden Evaluationen zu Nutzen, Wirkung und Nachhaltigkeit von Qualifizierungsmaßnahmen in den vorgenannten Bereichen statt. 
In einer Gemeinschaftsproduktion mit der Internationalen Gesellschaft für erzieherischen Hilfen (IGfH) und dem Kompetenzzentrum Pflegekinder e.V. wurden 2010 ein "Neues Manifest der Pflegekinderhilfe" herausgebracht. Gemeinsamer Grundgedanke der Herausgeber ist es, vor allem in die Fachöffentlichkeit Impulse für gebündelte Reformen im Pflegekinderbereich zu spiegeln und damit einen Beitrag zu jugendhilfepolitischen und fachlichen Diskussionen zu leisten.
In der fortlaufend aktualisierten Literaturdatenbank über deutschsprachige Publikationen zur Pflegekinderhilfe stellt das Kompetenzzentrum Pflegekinder e. V. ein Instrument sowohl zur grundlegenden Orientierung als auch zur spezifischen Literaturrecherche im Bereich der Pflegekinderhilfe und darüber hinaus zur Verfügung.
Die Weiterbildung „Zertifizierte Fachkraft in der Pflegekinderhilfe“ wurde 2012 in einer Kooperation der Forschungsgruppe Pflegekinder der Universität Siegen mit dem Kompetenzzentrum Pflegekinder entwickelt. Sie entstand aus dem beiderseitigen Interesse an einer systematischen Qualitätsentwicklung in der Pflegekinderhilfe. Diese Weiterbildung wird seit 2012 kontinuierlich angeboten. 
Das Kompetenzzentrum Pflegekinder e.V. veröffentlicht regelmäßig Fachpublikationen zu allen relevanten Themen rund um die Arbeit in der Pflegefamilienberatung und -begleitung. Seit 2013 wird die Zeitschrift "FamilienBande". Zeitschrift für Pflegefamilien jährlich zu aktuellen Themen der Pflegekinderhilfe herausgebracht.
Das Kompetenzzentrum Pflegekinder veröffentlichte 2023 mit dem Bundesforum Vormundschaft und Pflegschaft und zwölf weiteren Organisationen eine Stellungnahme zur kinderrechtsbasierten Vormundschaft.

## Kooperationen
Das Kompetenzzentrum Pflegekinder kooperiert mit folgenden Partnern und Fachdiensten:
- Familien für Kinder gGmbH
- PiB - Pflegekinder in Bremen gGmbH
- Pfiff gGmbH - Fachdienst für Familien Hamburg
- Dialogforum Pflegekinderhilfe[11]
- Forschungsgruppe Pflegekinderhilfe an der Universität Siegen
- Bundesforum Vormundschaft und Pflegschaft e.V.
- Internationale Gesellschaft für erzieherische Hilfen IGfH[12]
- Perspektive gGmbH Institut für sozialpädagogische Praxisforschung und -entwicklung[13]
- PFAD Bundesverband der Pflege- und Adoptivfamilien e. V.